# Type I (fuzil)
O fuzil Type I (イ式小銃, I-shiki shōjū) foi produzido durante os primeiros anos da Segunda Guerra Mundial para o Império Japonês pelo Reino da Itália (o Tipo I não é um símbolo numérico, denomina italiano).

## História
Após a invasão da China pelo Japão em julho de 1937, a produção doméstica de fuzis não conseguiu acompanhar as demandas do tempo de guerra. Isto exigiu a compra de fuzis estrangeiros, como o Karabiner 98k e o Vz. 24. Ao contrário destes, o Tipo I foi concebido desde o início para as forças japonesas. Foi baseado no fuzil Type 38 e utilizava uma ação do Carcano, mas manteve o carregador de cofre tipo Arisaka/Mauser de 5 cartuchos. Possuía câmara para o cartucho de 6,5x50mm. Aproximadamente 120.000 fuzis Type I foram produzidos em 1938 e 1939, sendo 30.000 cada fabricados pela Beretta e Fabbrica Nazionale d'Armi, e 60.000 fabricados pelo arsenal estatal em Gardone Val Trompia. A remessa final chegou ao Japão em 28 de dezembro de 1939.
Embora frequentemente usados pela Marinha Imperial Japonesa, alguns fuzis foram dados aos regimes fantoches do Japão na China e usados por unidades de guarnição do Exército Imperial Japonês até o fim das hostilidades.
No mercado de colecionadores dos Estados Unidos, o fuzil Type I é incomum, mas não é particularmente popular entre os colecionadores. Como a herança do fuzil Type I é japonesa e italiana, ele tende a ser evitado pelos colecionadores de foco japonês. O Type I nunca teve as marcas do Crisântemo Imperial Japonês ou outras marcas que normalmente interessam aos colecionadores de militares japoneses. Muitos fuzis Type I trazidos de volta aos Estados Unidos como troféus de guerra foram supostamente capturados no Atol de Kwajalein, nas Filipinas, ou do Japão no final das hostilidades.

## Operadores
- Japão: Usado pela Marinha Imperial Japonesa, além de unidades de retaguarda do Exército Imperial Japonês
- Governo Nacional Reorganizado da República da China: Pelo menos 2.000 enviados para o Exército Colaboracionista Chinês
- Mengjiang: 1.000 enviados para o Exército Nacional de Mengjiang[11]